# Bytecode

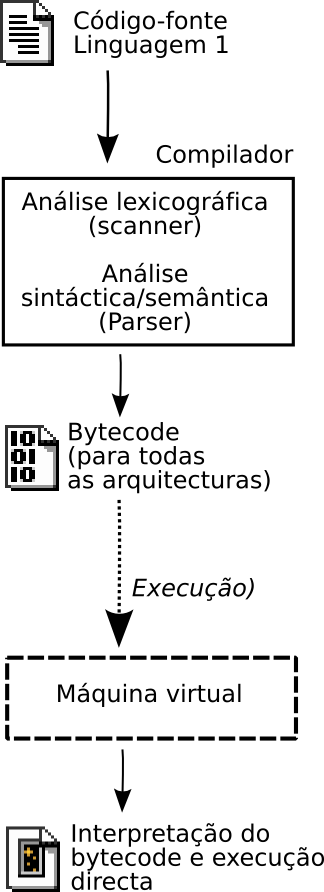
Bytecode

Em ciência da computação, bytecode (traduzindo ao pé da letra, código em bytes — não confundir com código-máquina) é o resultado de um processo semelhante ao dos compiladores de código-fonte que não é imediatamente executável. Em oposição, o bytecode irá ser interpretado numa máquina virtual, que fará a execução. Assim, o bytecode é um estágio intermediário entre o código-fonte (escrito numa linguagem de programação específica) e a aplicação final, sendo a sua vantagem principal a dualidade entre a portabilidade — o bytecode irá produzir o mesmo resultado em qualquer arquitectura — e a ausência da necessidade do pré-processamento típico dos compiladores — o bytecode é encarado como um produto final, cuja validação da sintaxe e tipos de dados (entre outras funções dos compiladores) não será necessária.
Como exemplo de plataformas que geram bytecode, temos Java (que corre sobre a máquina virtual Java), .NET (que corre sobre a Common Language Runtime) e Lua.